# Palazzo Erizzo (Cannaregio)
Palazzo Molin Erizzo (detto anche Palazzo Erizzo alla Maddalena) è un palazzo di Venezia sito nel sestiere di Cannaregio e affacciato sul Canal Grande tra Palazzo Marcello e Palazzo Soranzo Piovene.

## Storia
La costruzione ove sorge l'attuale palazzo venne acquistata nel 1454 da Bernardo Molin q. Nicolò, proprietario della costruzione ove sorge l'attuale palazzo Marcello, che l'acquisì dai nobili Zulian grazie allo jus lateranitatis praelationis, che consentiva al confinante di godere di una preferenza rispetto ad altri potenziali acquirenti. Poco dopo tale acquisto vennero presumibilmente commissionati i lavori per la sopraelevazione e per la facciata che stilisticamente risale alla metà del XV secolo. Passò poi agli Erizzo in seguito al matrimonio tra Giacomo Erizzo e Cecilia Molin, celebrato nel 1650. L'edificio subì numerose ristrutturazioni, che portarono alla risistemazione del piano terra e del mezzanino.

## Architettura

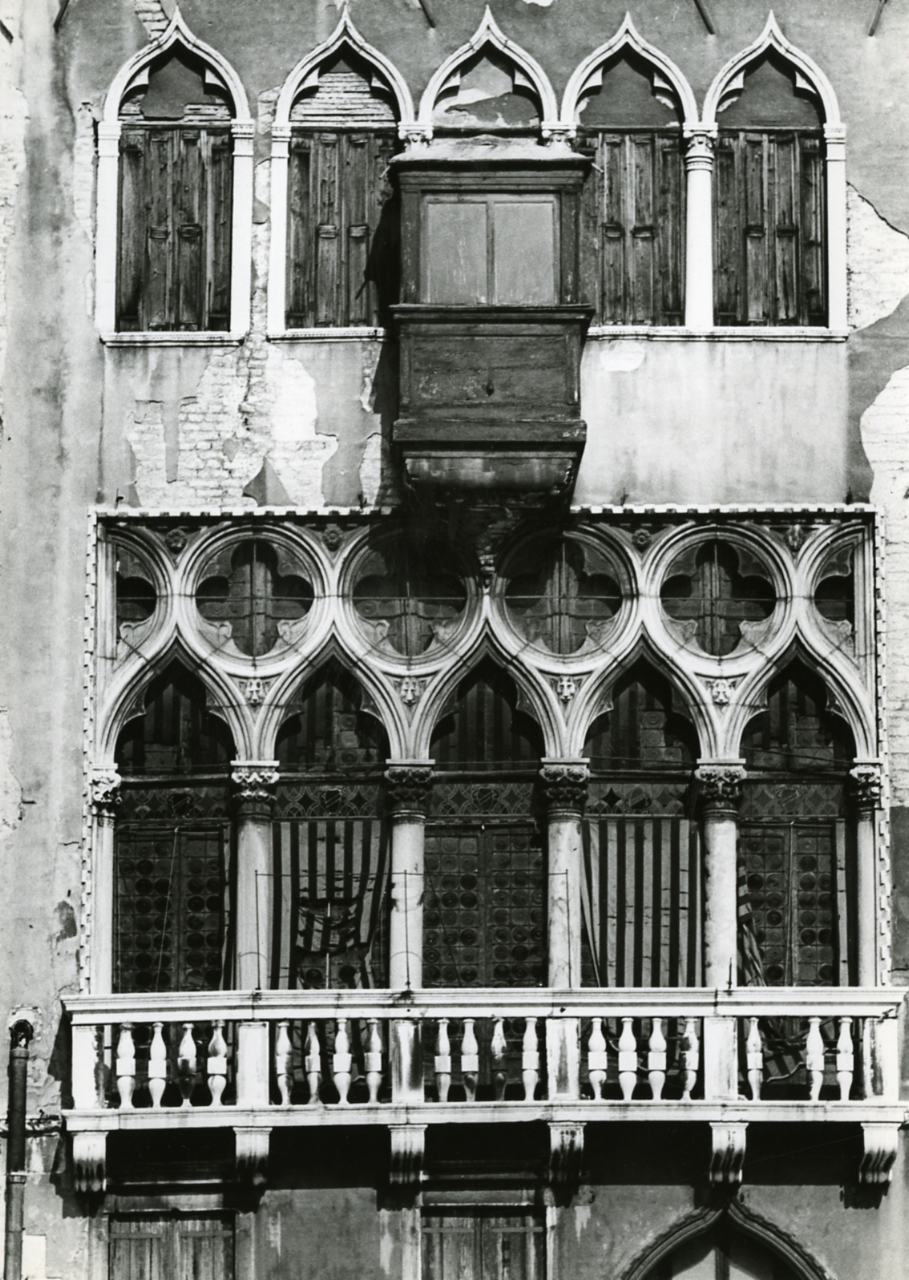
Dettaglio delle pentafore. Foto di Paolo Monti, 1969

La facciata principale presenta un impianto decisamente gotico. Numerose sono le finestre a sesto acuto, tra le quali spicca la pentafora del piano nobile, decisamente spostata sulla sinistra. Il piano nobile è decorato con opere settecentesche, tra le quali le più celebri sono opera di Andrea Celesti e raffigurano le gesta di Paolo Erizzo, bailo di Negroponte, segato vivo dai Turchi il 12 luglio 1470.